# Kalksieper Erbstolln
Der Kalksieper Erbstolln ist ein ehemaliger Erbstollen in Essen-Bredeney-Baldeney. Der Kalksieper Erbstolln war auch bekannt unter dem Namen Zeche Kalksiepen. Das Stollenmundloch des Erbstollens befand sich östlich vom Heissi-Wald in der Höhe des Ruhrwehres. Trotz der über 75-jährigen Geschichte des Erbstollens wird nur wenig darüber berichtet.

## Geschichte
Im Jahr 1800 wurde die Konzession zum Betrieb des Erbstollens durch den Abt von Werden erteilt. Vermutlich wurde der Erbstollen danach aufgefahren, denn im Jahr 1802 lag der Erbstollen in Fristen. Im Jahr 1836 wurden 373⅜ preußische Tonnen Steinkohle gefördert. Im Jahr 1837 erfolgte die Neugründung. Im Jahr 1838 wurde mit 16 Bergleuten erneut Abbau betrieben. Am 27. und 28. März desselben Jahres wurden zwei Längenfelder verliehen. Im Jahr 1840 wurde ein Kohlenmagazin an der Ruhr angelegt. Die Förderung stieg in diesem Jahr auf 14.441½ preußische Tonnen. Im Jahr 1842 erneuter Anstieg der Förderung auf 18.114 preußische Tonnen. In den Jahren 1845 bis 1858 war der Erbstollen nachweislich in Betrieb. Im Jahr 1861 wurden mit drei Bergleuten 2926 preußische Tonnen Steinkohle gefördert. Im darauffolgenden Jahr waren die Kohlenvorräte über der Stollensohle fast abgebaut. Das Bergwerk gehörte zu diesem Zeitpunkt zum Bergrevier Kettwig. In den Jahren 1863 bis 1865 war der Erbstollen weiterhin in Betrieb. In den Jahren 1875 und 1879 wurde er in den Unterlagen nochmals erwähnt. Allerdings wurden keine Angaben über irgendwelche Förderung gemacht. Vermutlich war der Erbstollen bereits früher außer Betrieb.